# Lysianassa denticulatus
Lysianassa denticulatus är en kräftdjursart som först beskrevs av Charles Spence Bate 1857.  Lysianassa denticulatus ingår i släktet Lysianassa, och familjen Lysianassidae. Arten är reproducerande i Sverige.